# Gone, But Not Forgotten
Gone, But Not Forgotten è un film statunitense del 2003 scritto e diretto da Michael D. Akers.